# Zhuli (sockenhuvudort i Kina, Zhejiang Sheng, lat 27,71, long 119,77)
Zhuli (kinesiska: 竹里) är en sockenhuvudort i Kina. Den ligger i provinsen Zhejiang, i den östra delen av landet, omkring 290 kilometer söder om provinshuvudstaden Hangzhou. Antalet invånare är 1 027. Befolkningen består av 455 kvinnor och 572 män. Barn under 15 år utgör 13,0 %, vuxna 15-64 år 66 %, och äldre över 65 år 20,0 %.
Runt Zhuli är det ganska tätbefolkat, med 134 invånare per kvadratkilometer. Närmaste större samhälle är Siqian, 4,7 km söder om Zhuli. I omgivningarna runt Zhuli växer i huvudsak blandskog.
Genomsnittlig årsnederbörd är 2 328 millimeter. Den regnigaste månaden är juni, med i genomsnitt 383 mm nederbörd, och den torraste är januari, med 67 mm nederbörd.